# Papowo Toruńskie
Papowo Toruńskie – wieś sołecka w Polsce, położona w województwie kujawsko-pomorskim, w powiecie toruńskim, w gminie Łysomice.
W latach 1975–1998 wieś administracyjnie należała do województwa toruńskiego.
| SIMC    | Nazwa      | Rodzaj    |
| ------- | ---------- | --------- |
| 1031511 | Drążkowo   | część wsi |
| 0846955 | Osieki     | część wsi |
| 1031570 | Poniatówka | część wsi |
| 1031592 | Sołectwo   | część wsi |

## Historia i demografia
Wzmiankowana po raz pierwszy w 1409 roku, a w roku 1457 przeszła na własność Rady Miejskiej Torunia. 
W dwudziestoleciu międzywojennym dzierżawcą majątku Papowo Toruńskie był inż. Wacław Hulewicz.
W latach 1975–1998 miejscowość administracyjnie należała do województwa toruńskiego. Według Narodowego Spisu Powszechnego miejscowość liczyła 1243 mieszkańców. Jest drugą co do wielkości miejscowością gminy Łysomice. 
We wsi jest stacja kolejowa Papowo Toruńskie.

## Obiekty zabytkowe
- Gotycki kościół parafialny św. Mikołaja, wzniesiony z cegły przed 1300 rokiem
- cmentarz przykościelny, m.in. z grobem Edwarda Donimirskiego (1844-1907) i kaplicą grobową Czarlińskich.
- dwór z końca XIX w. o cechach późnoklasycystycznych, ul. Spółdzielcza 4[6]